# Pandora (console portable)
Pour les articles homonymes, voir Pandora.
La Pandora est une console de jeux vidéo portable. Son firmware est une distribution GNU/Linux, ce qui la rapproche de la GP2X. Cependant, la Pandora est conçue de façon à être la plus performante possible, ce qui mène à la considérer plus comme un UMPC orienté jeux vidéo.

## Développement
L'élaboration de la Pandora a commencé lorsque Craig Rothwell, Michael Weston et Michael Mrozek se sont réunis et ont planifié un dispositif portable qui excellerait là où la GP32 et la GP2X (de Gamepark et Gamepark Holdings respectivement) ont des lacunes. La Pandora a été développée sur la base des idées et des suggestions contribuées par les membres des forums de la communauté GP32X, dans le but de créer l'appareil open source portable ultime.

## Résumé
La Pandora aura un système d'exploitation Linux open source. Elle a été conçue pour être une console de jeu portable avec les capacités d'un PDA. La date exacte à laquelle le développement de la Pandora a commencé n'est pas connue. Il y a des indices clairs d'activité depuis au moins mars 2008 lorsque des photographies du premier circuit imprimé ont été publiées.
À présent, des photographies du prototype complet ainsi que des vidéos montrant la console en action sont disponibles sur le site officiel.
Un des usages principaux de la Pandora sera les jeux faits maison (homebrew gaming) et l'émulation de vieux ordinateurs et de vieilles consoles de jeux, ce qui sera possible par l'usage efficace des ressources disponibles dans le système intégré OMAP3530 de Texas Instruments. La Pandora a le potentiel d'émuler la PlayStation 1 de Sony, ainsi que la Nintendo 64 de Nintendo et la plupart, sinon tous les systèmes plus vieux. Les autres systèmes que la Pandora aura les ressources d'émuler à pleine vitesse incluent la Super Nintendo, la Mega Drive ou la NES, mais elle ne se limitera pas à ceux-ci.
Le clavier de la Pandora et l'écran tactile devraient permettre l'interaction avec les émulateurs de Commodore 64, ZX Spectrum, MSX, Atari ST, Amiga et d'autres ordinateurs classiques.
La Pandora utilisera des bibliothèques standard telles que l'OpenGL ES 2.0 et la SDL, toutes deux disponibles facilement, ce qui permettra à quiconque le désire d'avoir la possibilité de développer pour ce système. Plusieurs développeurs de la communauté GP2x ont publiquement affirmé qu'ils développeront des applications pour ce nouveau système.
La Pandora aura une bibliothèque de logiciels compatibles déjà existants, puisqu'elle utilise un gestionnaire de paquets qui accepte les paquets Debian conçus pour l'architecture ARMEL (little-endian ARM).
Elle est capable à ce jour de lancer Quake, Quake II et Quake III Arena sans ralentissement.
Son prix est de 440,00 €.

## Caractéristiques techniques
- Système intégré OMAP3530 de Texas Instruments cadencé à 600 MHz (peut être « overclocké » à 1 GHz)
- 512 Mio de SDRAM DDR-333
- Mémoire Flash NAND de 512 Mo
- Processeur IVA2+ audio et vidéo (basé sur le TMS320C64x+ DSP Core à 430 MHz) utilisant la technologie DaVinci de TI
- Microprocesseur principal de type ARM Cortex-A8 à 600 MHz
- Processeur 3D PowerVR SGX 530 (110 MHz) compatible avec l'OpenGL ES 2.0 et ShaderModel 4.1
- Wi-Fi 802.11b/g intégré
- Bluetooth 2.0 + EDR (3Mbit/s) intégré
- Écran tactile LCD large de 4,3 pouces ayant une résolution de 800x480 et pouvant afficher 16,7 millions de couleurs (24 bit) (luminosité de 300 cd/m², contraste de 450:1)
- Deux "Sticks" analogiques de 15 mm de diamètre concave de 2 mm
- Un pavé de jeu complet avec deux boutons accessibles par l'arrière
- Deux fentes pour les cartes SDHC (supporte actuellement les cartes à 64 Gio ou moins)
- Sortie écouteur supportant jusqu'à 150 mW/canal dans 16 ohms, 99 dB SNR
- Sortie TV (composite via un adaptateur et S-Video nativement)
- Micro intégré + possibilité de connecter un micro externe via un casque d'écoute
- Clavier QWERTY de 43 boutons
- Port USB 2.0 OTG (480 Mio/s) avec possibilité de charger la Pandora grâce à celui-ci
- Port USB 2.0 HOST (480 Mio/s) capable de fournir les 500 mA standard pour les appareils connectés à celui-ci
- Port UART accessible pour la modification matérielle et le débogage
- Prévention de mise hors service avec fichier de démarrage intégré pour plus de sécurité lors de la programmation expérimentale
- Fonctionne sous le kernel Linux 2.6.x
- Batterie au lithium-ion rechargeable de 4 000 mAH
- Environ 8h30 d'émulation en continu ou d'application générale et 100 heures de musique en continu (écran fermé). La nouvelle quantité de mémoire diminue à peine l'autonomie (quelques minutes seulement)
- Dimensions : 140×83×27 mm (largeur × hauteur × profondeur)
- Poids : 335 g (batterie incluse)